# Hvedesigterne
Hvedesigterne (fransk: Les Cribleuses de Blé) er et oliemaleri fra 1854 af den franske maler Gustave Courbet.
Det blev udstillet på Parisersalonen i 1855 i Paris og i 1861 på den niende udstilling af Organisationen for kunstens venner i Nantes (Societé des amis de l'art de Nantes), som købte maleriet til Musée des Beaux-Arts de Nantes. Begge billedets unge kvinder er  formentlig Courbets søstre: Zoe (i midten) og Julie (siddende). Drengen kunne muligvis være Désiré Binet, Courbets uægte søn med elskerinden Virginie Binet I 1847.